# گنبد ماهوییه
گنبد ماهوییه، روستایی از توابع بخش مرکزی شهرستان بافت در استان کرمان ایران است.

## جمعیت
این روستا در دهستان گوغر قرار دارد و براساس سرشماری مرکز آمار ایران در سال ۱۳۸۵، جمعیت آن ۲۱ نفر (۸خانوار) بوده‌است.